# Enrique Belloch
Enrique Belloch (Valencia, 1946) es un director de cine y de teatro, guionista y empresario español.  

## Biografía
Aunque su padre era un empresario de la madera, tanto él como su hermana (la actriz Carmen) se decantaron por el mundo de la interpretación. Realizó algunas actuaciones en teatro (sobre todo como bailarín) pero pronto comenzó a ejercer otros trabajos del mundo de la interpretación desde otra perspectiva. En 1973, se estrena como productor de teatro independiente con la obra de Los leones de la directora Laura Olmo.
En 1979, da el salto a la producción cinematográfica con el film  Tres en raya de Francisco Romá. Tres años después, después de hacer algunos cortos, debutaría como director al realizar Pestañas postizas, escrito por él mismo y protagonizada por su hermana Carmen y que sería uno de los primeros papeles principales de Antonio Banderas. El film fue presentado en la sección de Nuevos Realizadores del Festival de San Sebastián.
A partir de ese momento, diversificó sus trabajos en la cultura. Por un lado, en el mundo del teatro, produjo, dirigió (y en algunos casos interpretó) numerosas producciones teatrales como La gallina ciega, Ultima batalla en el Pardo, Isabel tiene ángel, Curvas o Bumerang. En el cine, dirigió algunas cintas como Solo es una noche (1994) o el documental La Margot  (2016) o siendo el actor protagonista de El artificio de José Enrique March en 2011. 
Aparte de esto, es gerente de la empresa de doblaje "Doble Banda" y de la TAV Teatradiovisual Produccions.

## Filmografía
Como director
- Aniversario de boda (corto) (codirigido con Francisco Romá
- Pestañas postizas (1982)
- Alta peluquería
- Solo es una noche (1994)
- Historias de unos cuantos (documental)
- La Margot (documental) (2016)

Como productor
- Pacient 33 de Sílvia Quer (2007)
- Villa Bresquilla

Como actor
- El artificio de José Enrique March (2011)